# Cinema d'animazione

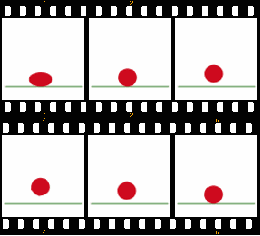
Un'animazione di una palla che rimbalza in sei fotogrammi

Il cinema d'animazione deve la sua nascita a Charles-Émile Reynaud, l'inventore del Théâtre optique, una macchina che proiettava su telo, grazie a un gioco di specchi, figure disegnate su un rullo di carta, mentre gli sfondi sui quali si muovevano le immagini venivano creati grazie a una lanterna magica.

L'animazione precedente riprodotta a dieci fotogrammi al secondo

La prima proiezione avvenne nel 1892, tre anni prima della presentazione al pubblico dell'invenzione dei fratelli Lumière. Dapprima le animazioni riguardarono il movimento di oggetti inanimati, come i film di trucchi di Georges Méliès, poi utilizzando il procedimento fotogramma per fotogramma (o fotogramma singolo) si approdò a una forma più moderna di cinema d'animazione.

## Le tecniche

Un esempio di animazione tradizionale, un cavallo animato dal rotoscopio dalle foto del XIX secolo di Eadweard Muybridge

Dall'avvento del proiettore e della macchina da presa, l'animazione è stata contrassegnata dalla tecnica "fotogramma per fotogramma", che consiste nel fare scorrere un fotogramma alla volta davanti a una macchina da presa posta in posizione verticale.
Seguendo questo procedimento i cineasti si sono cimentati nell'animazione di materiali più diversi, dalla classica animazione su fogli di cellulosa, alla carta sabbia o pittura.

### L'animazionestop motion
L'animazione stop motion (letteralmente fermare il movimento in inglese) racchiude moltissime tecniche, che possono sembrare completamente differenti a prima vista, ma che in realtà sono molto simili, cambia solamente il materiale usato per fare le animazioni e qualche particolare accorgimento tecnico. Solitamente si fotografa l'oggetto da animare, gli si fa compiere un leggero movimento e si esegue un altro scatto. La sequenza di scatti proiettata velocemente crea l'impressione di un movimento continuo.
Le animazioni di sabbia, pittura, oggetti inanimati sono realizzate seguendo questo procedimento.
Ray Harryhausen (1920-2013) è probabilmente, assieme a George Pal (1906–1980) e Willis O'Brien (1886–1962, creatore del primo King Kong), il più illustre esponente dell'arte degli effetti speciali e della animazione a passo uno (o stop motion). Impressionato a cinque anni dalla visione di Un mondo perduto (Harry Hoyt, 1925, con effetti speciali di O'Brien) si dedicherà al cinema, realizzando tra le tante, alcune delle pellicole più significative per questo genere di tecnica, come: A 30 milioni di km. dalla Terra (1957), I viaggi di Gulliver (1960), Gli argonauti 2 (1963),  Base Luna chiama Terra (1964), Il viaggio fantastico di Sinbad (1974), Sinbad e l'occhio della tigre (1977).
Il ristorante dove s'incontrano i protagonisti di Monsters & Co. (2001, Peter Docter), uno dei film del sodalizio Disney-Pixar, si chiama Harryhausen. Il tributo degli autori a un maestro.
Jan Švankmajer, autore estremamente prolifico, ha utilizzato la tecnica stop motion costantemente per tutta la sua carriera, combinandola più volte con scene di attori in carne e ossa. L'artista ceco, ancora in piena attività, è stato fonte d'ispirazione per numerosi autori successivi e la sua importanza nell'evoluzione cinematografica dell'animazione stop motion è sicuramente maggiore della sua notorietà, penalizzata soprattutto a livello internazionale da distribuzioni spesso ingenerose (in Italia, per esempio, i suoi film non vengono distribuiti).
Grandi amanti di questo tipo di animazione sono il regista Tim Burton, autore di tre lungometraggi animati in stop motion, Nightmare Before Christmas (1993, scritto, diretto da Henry Selick), La sposa cadavere (2005, scritto e diretto) e Frankenweenie (2012, scritto e diretto), e Nick Park, ideatore dei personaggi di Wallace & Gromit, protagonisti di diversi corti e lungometraggi.

### L'animazione di silhouette

Un'animazione 2D di due cerchi uniti da una catena

Le silhouette usate nel cinema d'animazione sono figure nere riprese di profilo (o più spesso secondo una prospettiva "egizia", che mostra contemporaneamente più punti di vista), ritagliate solitamente su un foglio metallico, che a differenza della carta è più robusto e quindi più difficile da rovinare; oppure su cartoncino o infine combinando metallo e cartoncino. Queste silhouette non sono figurine uniche, ma sono composte da articolazioni mobili e sostituibili per rendere più agevole il lavoro di animazione. Le silhouette vengono poste su un piano di lavoro orizzontale e retroilluminato per conferire massima opacità al nero e luminosità ai fondali colorati, e riprese dall'alto. Questa tecnica fu utilizzata largamente da Lotte Reiniger e Noburō Ōfuji, caduta poi in disuso, è stata ripresa da Michel Ocelot per realizzare il lungometraggio Principi e principesse.

### L'animazione di plastilina (clay animation)
Questa è una tecnica molto conosciuta, utilizzata anche recentemente da Peter Lord per realizzare Galline in fuga. La plastilina viene manipolata fino a ottenere la postura desiderata, viene scattata una foto del personaggio e si prosegue nella manipolazione per ottenere il movimento successivo.
Peter Lord stesso spiegava che nel realizzare Galline in fuga i busti erano stati fabbricati in silicone in modo da evitare che si deformassero durante la fase di ripresa. Per alleggerire il lavoro inoltre erano state create innumerevoli teste e zampe in modo da avere sempre a disposizione la postura più adeguata. In ogni caso ogni volta che un personaggio parlava si doveva animare la bocca in modo diverso affinché il movimento fosse sincronizzato alle parole registrate.
Un'altra artista molto nota a livello europeo che realizza animazioni in plastilina è Fusako Yusaki, giapponese naturalizzata italiana, i cui lavori sono trasmessi dalla televisione svizzera. Recentemente è stata trasmessa la serie sul cagnolino Peo.

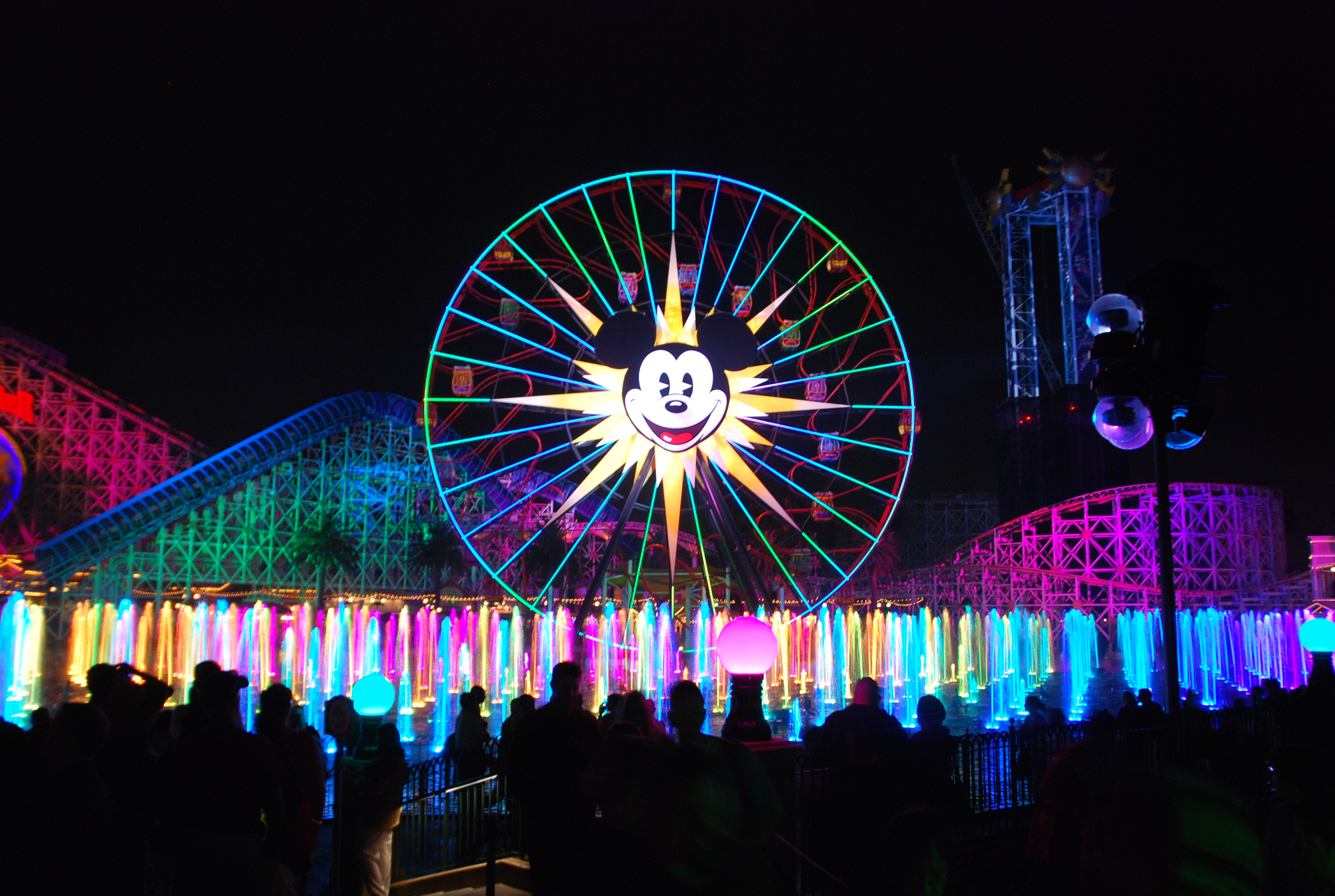
L'idrotecnica World of Color di Disney California Adventure crea illusione di movimento usando 1200 fontane con proiezioni ad alta definizione su schermi antinebbia

### I fogli di celluloide (cel animation)
Sottili fogli di celluloide (cel) sui quali si disegnano i singoli movimenti (per esempio se un personaggio alza un braccio, su ogni foglio si disegna una fase del movimento); fatti scorrere davanti a una macchina da presa danno l'illusione di un movimento fluido e continuato. Nel caso di fotogrammi colorati, su un lato del foglio si disegna il contorno della figura, sul lato opposto si stende il colore. I movimenti principali vengono disegnati dal key animator, i movimenti intermedi vengono realizzati dall'intercalatore, il colore è posto infine dall'inchiostratore.
Questa tecnica è quella maggiormente conosciuta e usata specialmente nel campo dell'animazione commerciale. È utilizzata dalla Disney, da Hanna & Barbera, da Hayao Miyazaki e nelle serie che vediamo in televisione.

### Animazione al computer
Questo tipo di tecnica cominciò a diffondersi negli anni sessanta, anche se il computer fu inizialmente usato per realizzare gli effetti speciali dei film dal vero, venne poi utilizzato nei programmi televisivi, sia per le sigle che per animare pupazzi bidimensionali.

Nr. 10 nella seconda serie rielaborata dei dischi stroboscopici di Stampfer pubblicati da Trentsensky & Vieweg nel 1833

## Autori importanti

### Émile Cohl (1857–1938)
È ritenuto l'inventore del disegno animato, con il personaggio di Fantôche.
Il suo classico Fantasmagorie, del 1908 era costituito da una sequenza di trasformazioni fantastiche di una riga animata.

### Winsor McCay (1871–1934)
È stato un autore di fumetti, animatore e illustratore statunitense. Prolifico ed eclettico artista, pioniere del fumetto e del cinema d'animazione, ha realizzato importanti filmati, tra cui spicca L'affondamento del Lusitania (The Sinking of the Lusitania), racconto realistico, e allo stesso tempo ricco di suggestioni, di un episodio che ha contribuito all'ingresso degli Stati Uniti nella Prima guerra mondiale. Il primo in assoluto fu Little Nemo, del 1911. Nella serie di Gertie il dinosauro (Gertie the Dinosaur) univa animazione e vaudeville, portando nei teatri le sue animazioni del "dinosauro ammaestrato". Walter Disney fu suo stimato allievo, a cui venne poi attribuito giustamente il titolo di inventore del cartone animato.

### Berthold Bartosch (1893–1968)
Nasce in Boemia, ma si trasferisce da ragazzo a Vienna e studia all'Accademia di belle arti. Fa apprendistato realizzando film d'animazione didattici rivolti alle masse. Dopo avere collaborato con Lotte Reiniger a Achmed, il principe fantastico, si trasferisce a Parigi, dove realizza il suo capolavoro L'idée, un film politico su un'idea, rappresentata da una fanciulla nuda, che dopo essere stata pensata accompagna gli uomini nelle loro lotte, e anche se qualcuno muore l'idea continua a esserci, finché sale fino alle stelle e da lì ispira gli uomini. Alcuni suoi lavori sono didattici per le masse altri come "Il Comunismo" e "L'umanità" hanno un significato educativo-politico.

### Otto Messmer (1893–1968)
L'inventore del gatto Felix, il più famoso personaggio prima di Topolino. La paternità è stata erroneamente attribuita a Sullivan.

### Kenzō Masaoka (1898–1988)

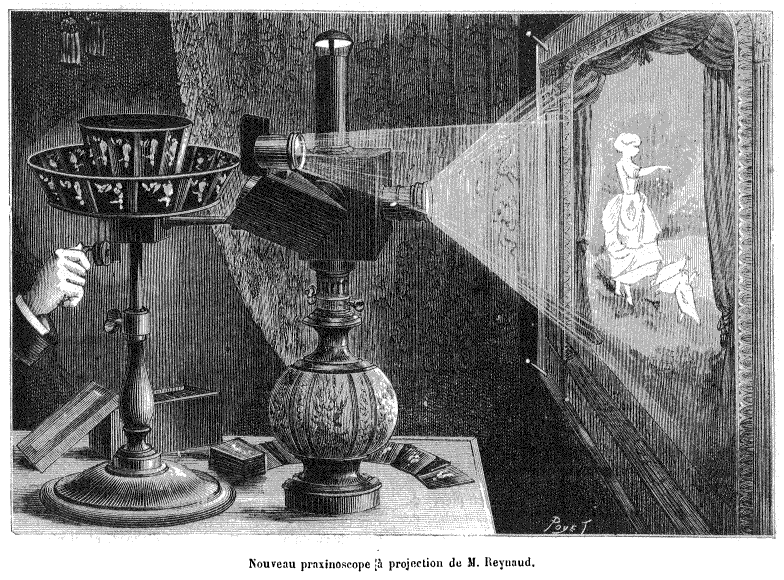
Un prassinoscopio sporgente, 1882, qui mostrato sovrapponendo una figura animata su una scena di sfondo proiettata separatamente

### Lotte Reiniger (1899–1981)
Nata a Berlino, manifesta sin da bambina grande abilità nel ritagliare silhouette di carta. Si introduce nell'ambiente cinematografico facendo da comparsa in alcuni film, poi grazie al suo hobby, un produttore le propone di realizzare un film di silhouettes animate. Nel 1919 presenta il suo primo film, L'ornamento del cuore innamorato, che ottiene subito gran successo. Nel 1923 ottiene un grosso finanziamento da Luis Hagen per realizzare un lungometraggio a silhouette. Nasce così Achmed, il principe fantastico, primo lungometraggio di animazione al mondo, datato 1926. Si tratta di un film muto e in bianco e nero, anche se si utilizzano viraggi colorati per dare rilievo alle emozioni dei personaggi o per suggerire l'alternanza giorno/notte. La trama è avventurosa e riprende le ambientazioni de Le mille e una notte. Le marionette utilizzate nel film sono composte di piombo e cartone, combinati per ottenere movimenti più fluidi.

### Paul Grimault (1905–1994)

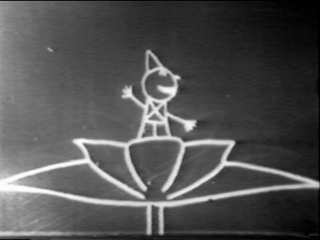
Fantasmagorie (1908) di Émile Cohl

### Chuck Jones (1912–2002)
Una delle colonne portanti della Warner Bros., Chuck Jones è l'inventore di tantissimi personaggi diventati delle vere e proprie icone, come Wile E. Coyote, Pepé Le Pew, Yosemite Sam e Speedy Gonzales. Nei suoi film mette a nudo la struttura di gag, crea l'attesa e fa scattare il momento comico. Ma nonostante una struttura così scarna riesce a conferire una struttura psicologica ai personaggi e sottolinea il loro stato d'animo.

### John Halas (1912–1995)
Nato in Ungheria, si trasferisce in Gran Bretagna nel 1936, dove nel 1940, assieme a sua moglie, fonda uno studio, la Halas&Batchelor. Lo studio si concentra dapprima su film di propaganda antifascista, poi, finita la guerra, si concentra su produzioni sia divulgative che di intrattenimento. Ma il salto di qualità viene fatto producendo nel 1951, Animal Farm, adattamento del celebre romanzo di George Orwell. Per quanto il punto di partenza potesse sembrare ideologico Halas e la Batchelor decisero di realizzare un film per tutti. Stilisticamente gli animali sono lontani dai connotati antropomorfi tipici della scuola Disney e conservano una propria dignitosa animalità. Si sollevarono molte critiche a proposito del cambio di finale, che, a differenza del pessimismo di Orwell, si risolve in un lieto fine, ma i due artisti giustificarono il cambio come segnale di apertura e ottimismo verso il futuro. Il film vide la luce nel 1954, e fu il primo lungometraggio d'animazione britannico.

### Norman McLaren (1914–1987)
Nato in Scozia, mostra una precoce inclinazione per l'arte. Dopo un periodo di apprendistato approda al National Film Board of Canada, dove lavora tutta la vita. Norman McLaren è un caso unico tra gli artisti animatori, dal momento che le sue opere erano interamente finanziate dal National Film Board, dove creò prevalentemente cortometraggi astratti utilizzando svariate tecniche come la pittura su pellicola e l'incisione della pellicola.

### Isao Takahata (1935–2018)

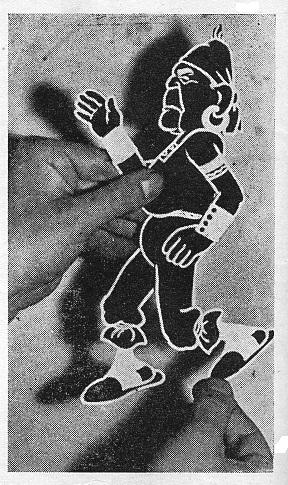
Il fumettista italo-argentino Quirino Cristiani mostra la figura recisa e articolata del suo personaggio satirico El Peludo (basato sul presidente Yrigoyen) brevettato nel 1916 per la realizzazione dei suoi film, tra cui il primo film d'animazione al mondo El Apóstol

### Don Bluth (1937–)
Don Bluth è un regista, animatore e produttore cinematografico statunitense.

### Bruno Bozzetto (1938–)
Nasce a Milano e inizia a dedicarsi al cinema sin da adolescente. Il suo primo film è Tapum! La storia della armi del 1958. È del 1960 Un Oscar per il signor Rossi, primo film avente per protagonista questo piccolo e collerico personaggio. Nel 1965 esce West and Soda, parodia del genere western e terzo lungometraggio animato italiano. Vip - Mio fratello superuomo, remake in chiave comica del genere supereroistico, molto in voga all'epoca, risale al 1968. Dopo questo secondo lungometraggio seguono tanti filmati pubblicitari per Carosello e cortometraggi comici e satirici. Nel 1977 abbiamo il terzo lungometraggio, Allegro non troppo, ispirato a Fantasia della Disney. Qui la musica, più che generare immagine, fa da prestigiosa colonna sonora. Gli inframmezzi tra un'esecuzione e l'altra sono girati dal vero, con Maurizio Nichetti come protagonista. Attualmente Bozzetto è impegnato nella realizzazione di animazioni al computer con l'uso di Flash, e nella realizzazione del serial La famiglia spaghetti.

### Hayao Miyazaki (1941–)

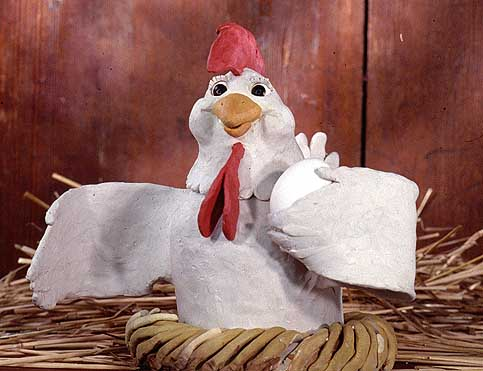
Una scena di animazione in terra battuta da uno spot televisivo finlandese

### U.P.A. (United Productions of America)
Fondata nel 1944 da artisti fuoriusciti dalla Disney la U.P.A. si propone come obiettivo la realizzazione di animazioni d'autore. Lo stile è nettamente antidisneyano, il disegno è piatto e bidimensionale, le sagome sono allungate e spigolose, e gli sfondi non realistici. Mr. Magoo è la creazione U.P.A. ad avere maggior successo, ed è l'unico serial realizzato dalla U.P.A.; lontanissimo dai canoni Disney, Magoo è adulto, scontroso e assolutamente non grazioso. Il cuore rivelatore, tratto da una novella di Edgar Allan Poe, rappresenta una novità in quanto il film è un horror dalle atmosfere cupe, primo esempio di questo genere in animazione.

### H&B (Hanna e Barbera)
Fondata nel 1969 dall'italoamericano Joseph Barbera (1911–2006) e dall'irlandese William Hanna (1910–2001) che avevano un precedente lavoro per Walt Disney; la Hanna-Barbera productions creò alcuni dei cartoni più famosi anche ai giorni nostri.
Le loro produzioni più famose furono Tom & Jerry, Scooby Doo, l'orso Yogi e i Puffi.
Molti dei cartoni ideati da loro vengono ancora prodotti da altre case produttrici.
Usavano un disegno bidimensionale molto semplice sia per raffigurare i personaggi che i fondali e usavano colori uniformi per colorare i loro personaggi.

### Gibba (1924–2018)
Pseudonimo di Francesco Maurizio Guido. Pioniere del cartone animato italiano. Nasce ad Alassio, in Liguria. Dopo avere lavorato ancora diciottenne alla Macco Film di Roma con Carlo e Vittorio Cossio, e con Federico Fellini al cortometraggio Hello Jeep!, torna ad Alassio per fondare con Giannetto Beniscelli l'Alfa Circus dando vita al primo mediometraggio neorealista del dopoguerra, L'ultimo sciuscià (1946). Tornato nella Capitale nei primi anni cinquanta realizza i lungometraggi Rompicollo e I Picchiatelli in collaborazione con Antonio Attanasi. Stringe amicizia con il produttore Ezio Gagliardo che lo mette a capo del reparto animazione della Corona Cinematografica per la quale realizza decine di documentari in animazione destinati ai Premi Governativi e il lungometraggio Il racconto della giungla (1973). Di Gibba è inoltre il lungometraggio cult degli anni settanta Il nano e la strega (1974), primo film d'animazione erotico italiano e la sequenza di Scandalosa Gilda (1986) per il film di Gabriele Lavia. Nel 1997 ha realizzato la sigla TV di Linda e il brigadiere con le versioni animate di Nino Manfredi e Claudia Koll.

### Emanuele Luzzati (1921–2007)
Il cortometraggio con cui esordisce è I paladini di Francia, datato 1960, girato in coppia con Giulio Gianini, che da questo momento collaborerà assiduamente con Luzzati. A questo primo corto seguono Castello di carte nel 1962, e La gazza ladra del 1964 che si aggiudicherà anche un premio al festival di Annecy. Il suo lavoro senz'altro più famoso è il mediometraggio Il flauto magico. Ai suoi lavori Luzzati diede un'impronta teatrale, arricchendo le scene con fondali sipari e quinte. Il suo tratto distintivo è una trascinante creatività coloristica che trasforma ogni fotogramma in illustrazione.
La grande invenzione di Luzzati è quella della maschera: una maschera del mondo, della persona umana, della fabula (nel senso di trama come di favola vera e propria). In altri termini, una suprema pratica della caricatura che si applica a tutto ciò che può essere detto o rappresentato.
Come è caratteristico della caricatura, essa sa giungere con pochi tratti di carboncino all'essenza delle cose, ma in più viene coniugata assieme alla pittura e, in virtù di questa, si espande e si arricchisce di discorsi cromatici e di suggestioni materiche.
Il punto unificatore dell'opera di Luzzati è il piacere stesso di esporre.

### George Dunning (1920–1979)
Nasce in Canada, e fa apprendistato al National Film Board of Canada. Trasferitosi a Londra, dopo alcuni riusciti cortometraggi, approda al lungometraggio con Yellow Submarine, film incentrato sui Beatles. Nonostante una trama piuttosto esile, questa opera si distingue per una grafica innovativa e psichedelica e per i numerosi riferimenti alla cultura dell'epoca.